# باشگاه فوتبال برنلی
باشگاه فوتبال برنلی (به انگلیسی: .Burnley F.C); (‎/ˈbɜːrnli/‎) یک باشگاه فوتبال انگلیسی است که در شهر برنلی قرار دارد و هم‌اکنون در لیگ برتر فوتبال انگلستان رقابت می‌کند. این باشگاه، در ۱۸ مه ۱۸۸۲ شکل گرفت و از اولین باشگاه‌هایی بود که حرفه‌ای شد (در سال ۱۸۸۳) و متعاقباً فدراسیون فوتبال را تحت فشار قرار داد تا اجازه پرداخت دستمزد را به بازیکنان بدهد. در فصل ۸۶–۱۸۸۵، برنلی برای اولین بار وارد رقابت‌های جام حذفی شد و یکی از ۱۲ عضو بنیانگذار لیگ فوتبال در فصل ۱۸۸۹–۱۸۸۸ بود. تحت ریاست باب لرد در فاصله سال‌های ۱۹۵۰ تا ۱۹۷۰، باشگاه به دلیل سیاست‌گذاری بر روی جوانان و سیستم استعدادیابی‌اش به شهرت رسید و از اولین باشگاه‌هایی شد که یک زمین تمرین را هدفمند راه‌اندازی کرد.
در سال‌های ۲۱–۱۹۲۰ و ۶۰–۱۹۵۹، قهرمانی در دسته برتر فوتبال انگلستان و در فصل ۱۴–۱۹۱۳، قهرمانی در جام حذفی را تجربه کردند و در سال‌های ۱۹۶۰ و ۱۹۷۳ جام خیریه را به دست آوردند. در دو فصل ۲۰–۱۹۱۹ و ۶۲–۱۹۶۱، نایب قهرمان دسته اول از لیگ فوتبال شدند و در سال‌های ۴۷–۱۹۴۶ و ۶۲–۱۹۶۱، نایب قهرمان جام حذفی. در کنار ولورهمپتون واندررز، پرستون نورث اند، شفیلد یونایتد و پورتسموث، برنلی یکی از پنج تیمی است که هر چهار دسته حرفه‌ای فوتبال انگلیس را فتح کرده است. پس از قهرمانی در لیگ فوتبال ۶۰–۱۹۵۹، شهر برنلی از کوچک‌ترین شهرهایی شد که یک قهرمان در دسته برتر فوتبال انگلیس داشت.
پس از نقل مکان از زمین اولیه‌شان در کالدر ویل و از سال ۱۸۸۳، بازی‌های خانگی‌شان را در ترف مور برگزار می‌کنند. به افتخار قهرمان آن زمان لیگ فوتبال، استون ویلا، عنابی و آبی را قبل از فصل ۱۱–۱۹۱۰ به عنوان رنگ‌های باشگاه برگزیدند و به دلیل رنگ غالب پیراهن خانگی‌شان، «عنابی‌ها» لقب گرفتند. نشان فعلی برنلی برگرفته از نشان شهر است. این تیم رقابتی دیرینه با بلکبرن روورز دارد که در قالب شهرآورد شرق لنکشر به مصاف هم می‌روند.

## تاریخچه

### تأسیس و سال‌های ابتدایی (۱۹۱۲–۱۸۸۲)
پس از آنکه باشگاه‌های ورزشی شهر، ورزش باشگاهشان را به فوتبال تغییر دادند، در ۱۸ مه ۱۸۸۲، اعضای برنلی روورز در هتل بول گرد هم آمدند تا برای تغییر ورزش اصلی باشگاه، از راگبی به فوتبال رأی دهند. اکثریت به این پیشنهاد رای مثبت دادند. دبیر باشگاه، جورج وادینگتون چند روز بعد با کمیته خود ملاقات کرد و پیشنهادی برای حذف «روورز» از نام باشگاه ارائه کرد. وادینگتون اظهار داشت: باشگاه باید «با به کار بردن نام شهر، از لحاظ روانی موقعیت بالاتری را نسبت به دیگر باشگاه‌های محلی اتخاذ کند». اعضای کمیته به اتفاق آرا با آن موافقت کردند. برنلی در هفته‌های بعد چندین بازی دوستانه با تیم‌های محلی انجام داد تا «بهترین ترکیب یازده نفره ممکن را برای فصل آینده انتخاب کند». تیم جدید ترکیبی از بازیکنان سابق راگبی و افرادی بودند که تجربه فوتبال داشتند.
اولین بازی ثبت شده از برنلی به عنوان یک باشگاه فوتبال، پیروزی ۴–۰ آنها در برابر تیم محلی برنلی واندررز بود که در ۱۰ اوت ۱۸۸۲ برگزار شد. روزنامه محلی، این بازی را «یک بازی آزمایشی» توصیف کرد. برنلی با لباس آبی و سفید که رنگ‌های باشگاه راگبی سابق بود و در زمین کالدر ویل به میدان رفت. در اکتبر ۱۸۸۲ و در رقابت‌های جام لنکشر به مصاف آستلی بریج رفتند که اولین بازی رسمی ثبت‌شده در باشگاه است. شکست سنگین ۸–۰ به پایان رسید. در فوریه ۱۸۸۳، باشگاه کریکت برنلی از این باشگاه دعوت کرد تا به زمینی در مجاورت زمین کریکت در ترف مور نقل مکان کند. از آن زمان، هر دو باشگاه در آنجا مستقرند و رقبای لنکاوی پرستون نورث اند تنها تیمی در سراسر جهان هستند که به‌طور مداوم در همان زمین برای مدت طولانی تری اشغال کرده‌اند. برنلی، ۶۵ پوند هزینه کرد (معادل با ۷٬۰۰۰ تا سال ۲۰۲۵) تا زمین جدید راه‌اندازی شود. اولین بازیشان در این زمین، شکست ۶–۳ مقابل راوتن‌استال در ۱۷ فوریه بود. در ژانویه ۱۸۸۳، دکتر توماس دین، رئیس امور پزشکی و سلامت شهر برنلی، برای جمع‌آوری بودجهٔ بیمارستان جدید ویکتوریا در شهر، یک تورنمنت فوتبال را پایه‌ریزی کرد که رقابتی حذفی بین باشگاه‌های آماتور منطقه برنلی بود و فینال آن در ترف مور برگزار شد. در ماه ژوئن، برنلی با پیروزی ۲–۱ مقابل برنلی رامبلرز در فینال، جام دکتر دین را بالای سر برد و اولین جام باشگاه به دست آمد. متعاقباً، تیم ذخیره برنلی، جام بیمارستان جدید را در سال ۱۸۸۴ و چندین بار در سال‌های بعد به دست آورد.

## افتخارات

### لیگ
لیگ برتر/دسته اول
- لیگ دسته اول فوتبال انگلستان قهرمان: ۲۱–۱۹۲۰، ۶۰–۱۹۵۹
- لیگ دسته اول فوتبال انگلستان نایب قهرمان: ۲۰–۱۹۱۹، ۶۲–۱۹۶۱

چمپیونشیپ/دسته دوم
- لیگ دسته دوم فوتبال انگلستان قهرمان: ۹۸–۱۸۹۷، ۷۳–۱۹۷۲
- لیگ دسته دوم فوتبال انگلستان نایب قهرمان: ۱۳–۱۹۱۲، ۴۷–۱۹۴۶، ۱۴–۲۰۱۳
- چمپیونشیپ برنده مرحله حذفی (صعود): ۰۹–۲۰۰۸

لیگ یک/دسته سوم
- لیگ دسته سوم فوتبال انگلستان:قهرمان ۸۲–۱۹۸۱
- لیگ دسته سوم فوتبال انگلستان نایب قهرمان: ۰۰–۱۹۹۹
- لیگ دسته سوم فوتبال انگلستان برنده مرحله حذفی (صعود): ۹۴–۱۹۹۳

لیگ دو/دسته چهارم
- لیگ دسته چهارم فوتبال انگلستان قهرمان: ۹۲–۱۹۹۱

## یادداشت
1. ↑  جمعیت برنلی از زمان قهرمانی تیمشان در سال ۱۹۲۱، ۲۰٪ کاهش یافته است.

## واژه‌نامه
1. 1 2  The Clarets